# Torre Branca
La Torre Branca, originariamente Torre Littoria, poi Torre del Parco, è una costruzione in acciaio realizzata nel 1933 in occasione della V Triennale di Milano ospitata nel vicino Palazzo dell'Arte. La torre fu progettata dall'architetto Gio Ponti (1891-1979) ed è situata all'interno del Parco Sempione a Milano. L'altezza della torre fu limitata a 108,6 metri per volontà di Mussolini che sostenne, il 28 ottobre 1932, che «non si può superare il divino con l'umano», riferendosi all'altezza della Madonnina la cui testa si trova a 109,36 m. sul piano del pavimento del Duomo.
Con i suoi 108,60 metri di altezza è la decima struttura accessibile più alta della città dopo la Torre Unicredit (231 metri), la Torre Isozaki (209 metri), il Palazzo Lombardia (161 metri), la Torre Solaria (143 metri), la Torre Diamante (140 metri), il Grattacielo Pirelli (127 metri), la Torre Breda (117 metri), il Bosco verticale (112 metri) e la Torre Galfa (109 metri).

## Il progetto
La Torre Littoria fu commissionata dal Comune di Milano che, per volontà di Mussolini, incaricò nel 1932 l'architetto Giò Ponti e gli ingegneri Chiodi e Ferrari della redazione del progetto di una torre littoria nel Parco Sempione di Milano. L'opera fu terminata nel 1933 in sole "68 giornate lavorative" dalla ditta Angelo Bombelli Costruzioni Metalliche - Milano e inaugurata alla presenza del Ministro dei Lavori Pubblici Araldo di Crollalanza il 10 agosto dello stesso anno in occasione dell'apertura della V Triennale di Milano.
Nella sua configurazione originale la torre era servita da un moderno ascensore delle Officine meccaniche Stigler della portata di 500 Kg che permetteva di raggiungere la cima in 30 secondi. Sulla sommità un piccolo ristorante che ospitava dodici tavoli e la cucina e sopra di esso un piccolo belvedere. Sulla cima era installata una lanterna dotata di un potente faro luminoso girevole con specchio parabolico di 0,90 m, lampada ad incandescenza di 5 000 W e che compiva 3 giri al minuto.
Nel 1939 sul tetto, al posto della lanterna, fu installato dall'EIAR un sistema trasmittente per la nascente radiovisione (l'attuale televisione). A partire dalla Seconda Guerra Mondiale cominciò ad essere trascurata; el 1972 venne dichiarata inagibile, non per rischi -inesistenti- connessi alla struttura, ma per i livelli di accelerazione dell'impianto dell'ascensore che conduceva alla sommità. Diciotto anni dopo l'edificio è stato acquisito dalla nota distilleria Branca, che ha operato un risanamento della struttura, degli impianti ed una nuova verniciatura. La torre è tornata visitabile nel 2002, spostando per motivi di sicurezza il ristorante-bar dalla sommità alla base, in una nuova struttura ricoperta da una vetrata. Oggi la torre è utilizzata unicamente a scopo panoramico, oltre a ospitare alcuni ripetitori per servizi radio.

## La struttura

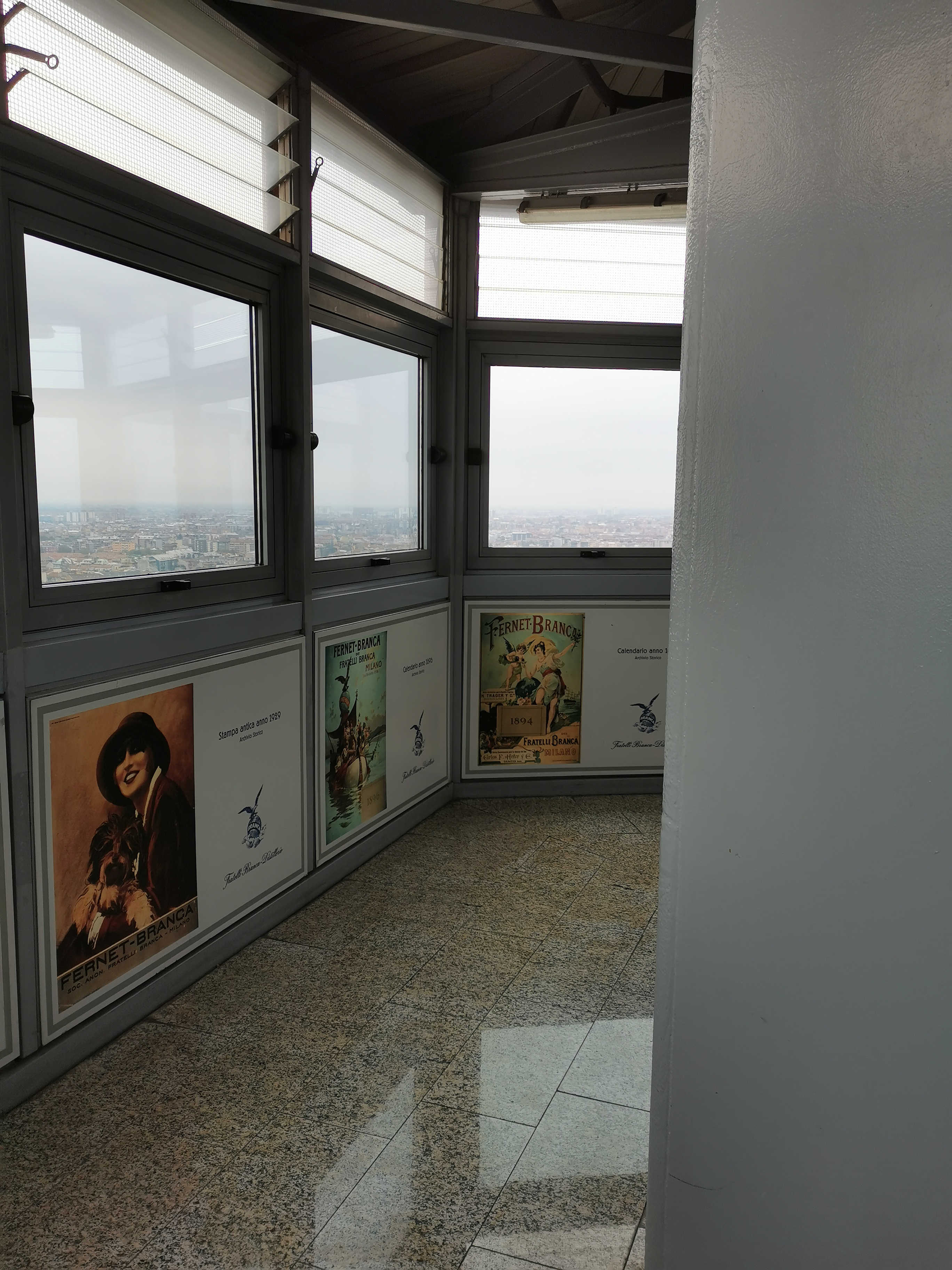
Interni del secondo e ultimo piano

La torre ha forma tronco-piramidale a sezione esagonale, con lato di 6 metri alla base e 4,45 metri all'altezza di 100 metri, ed è costruita interamente in tubi di acciaio Dalmine, flangiati e imbullonati. La rastremazione assai leggera le conferisce un aspetto quasi prismatico. Un impianto ascensore posto al centro della torre permette la salita sulla cima belvedere a massimo cinque visitatori per volta in poco meno di un minuto; intorno alla sua corsia si sviluppa una scala, usata per manutenzione ed emergenza.

## La struttura alla base
Realizzata alla base della Torre, una struttura portante metallica, ispirata nella modularità agli elementi dell'affascinante opera d'arte monumentale, di cui vuole essere naturale ed evoluzione tecnologica. Essa costituisce un asse di orientamento che rispetta l'ortogonalità delle altre architetture monumentali del parco esistenti (Palazzo dell'Arte, Castello, Arena e Arco della Pace) ed è collocata a quota inferiore rispetto alla base della torre, per non interferire visivamente con il monumento.

## Immagini storiche

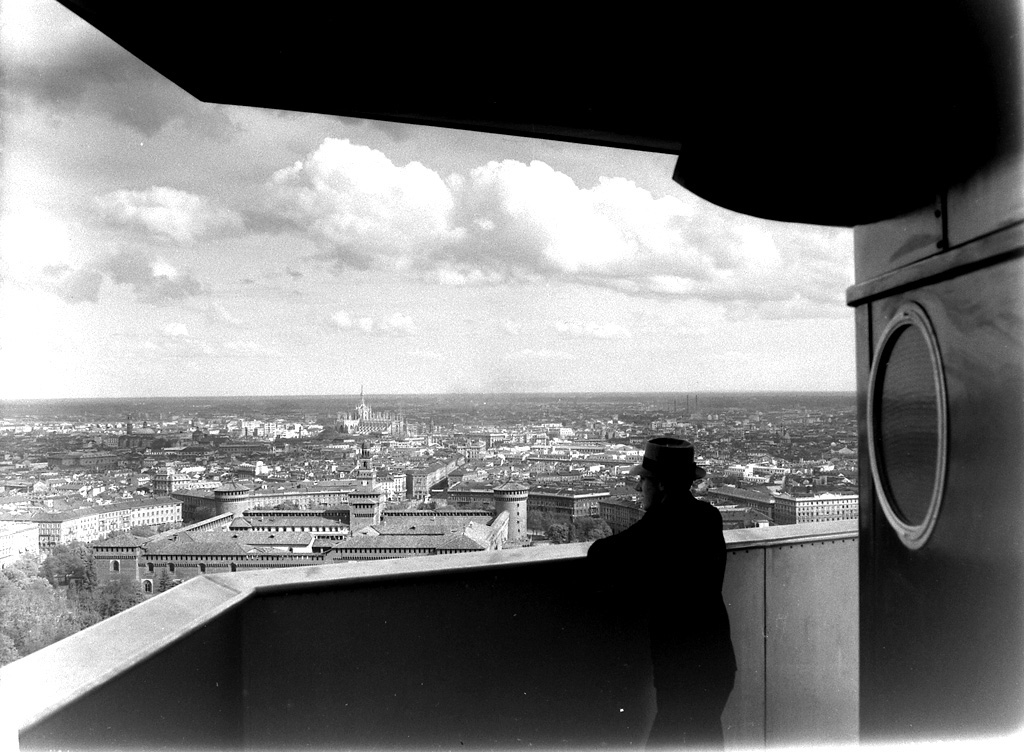
Il panorama dall'allora Torre Littoria
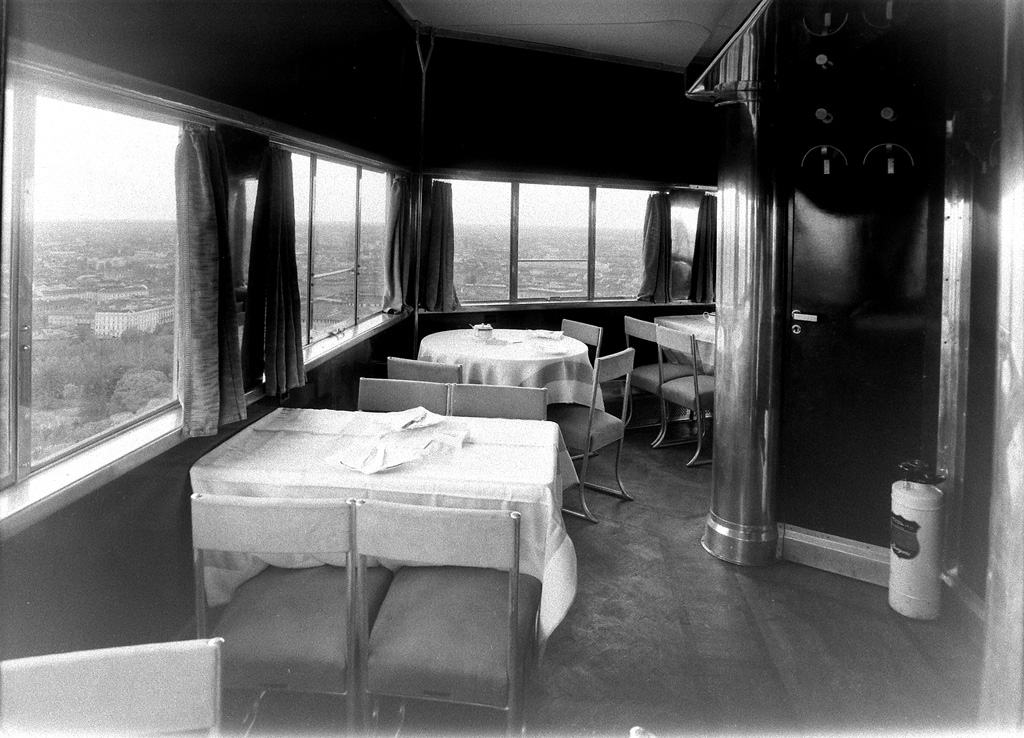
Gli eleganti interni dell'epoca